# گرگ دنیلز
گرگ دنیلز (انگلیسی: Greg Daniels؛ زادهٔ ۱۳ ژوئن ۱۹۶۳) فیلم‌نامه‌نویس، تهیه‌کننده تلویزیونی و کارگردان آمریکایی است. او در چندین مجموعه تلویزیونی کار کرده‌است، مانند پخش زنده شنبه شب، سیمپسون‌هاو اداره را برای تلویزیون آمریکایی اقتباس کرد. او همچنین پارک‌ها و تفریحات و پادشاه تپه را در کنار دیگران ایجاد کرد. دینلز در دانشگاه هاروارد تحصیل کرد، جایی که با کونان اوبراین دوست شد و نوشتن را آغاز کردند. نخستین تجربه نویسندگی او نه لزوماً اخبار بود اما به دلیل کمبود بودجه از تیم جدا شد. او به مرور زمان نویسنده دو مجموعه طولانی پخش زنده شنبه شب و سیمپسون‌ها شد.
وی در طول فصل پنجم به گروه نویسندگان سیمپسون‌ها پیوست و چندین قسمت به یاد ماندنی نوشت. او این مجموعه را ترک کرد تا در کنار مایک جاج به یک مجموعه طولانی دیگر، پادشاه تپه بپیوندد. این مجموعه برای ۱۳ سال، تا سال ۲۰۰۹ که لغو شد پخش می‌شد. در طول پخش آن مجموعه، او در چندین سریال دیگر کار می‌کرد، مانند نسخه آمریکایی اداره و پارک‌ها و تفریحات. در سال ۲۰۱۶، او در مجموعه شبکه تی‌بی‌اس، مردمان زمین یک تهیه‌کننده اجرایی بود. او در کنار ستاره مجموعه اداره، استیو کرل مجموعه تلویزیونی کمدی نتفلیکس، نیروی فضایی را ساختند. او همچنین سریال علمی تخیلی کمدی پرایم ویدئو، بارگذاری را ساخت.

## فیلمشناسی
| سال        | عنوان                          | سازنده    | کارگردان | نویسنده                                                                                                   | تهیه‌کننده اجرایی           | یادداشت                                        |
| ---------- | ------------------------------ | --------- | -------- | --- | -------------------------- | ---------------------------------------------- |
| ۱۹۸۵–۱۹۸۷  | نه لزوماً اخبار                 | نه        | نه       | Yes (8)                                                                                                   | نه                         |                                                |
| ۱۹۸۷–۱۹۸۸  | گزارش ویلتون نورث              | نه        | نه       | Yes (21)                                                                                                  | نه                         | شوی زنده                                       |
| ۱۹۸۷–۱۹۹۰  | پخش زنده شنبه شب               | نه        | نه       | Yes (53)                                                                                                  | نه                         | شوی زنده                                       |
| ۱۹۹۲       | ساینفلد                        | نه        | نه       | Yes (1)                                                                                                   | نه                         |                                                |
| ۱۹۹۳–۱۹۹۸  | سیمپسون‌ها                      | نه        | نه       | Yes (8)                                                                                                   | Co-executive producer (76) | ۲۵ قسمت را خود و ۲۷ قسمت را با دیگران تهیه کرد |
| ۱۹۹۷–۲۰۱۰  | پادشاه تپه                     | آری       | نه       | Yes (2)                                                                                                   | آری                        | ساخته‌شده در کنار مایک جاج                      |
| ۲۰۰۰       | زندگی زیادی کوتاه است          | آری       | نه       | آری | آری                        |                                                |
| ۲۰۰۰       | مونسیگنور مارتینز              | آری       | نه       | آری | آری                        | فیلم تلویزیونی                                 |
| ۲۰۰۳       | ای. یو.اس. ای                  | نه        | نه       | نه | Consulting producer        |                                                |
| ۲۰۰۵–۲۰۱۳  | اداره                          | Developer | Yes (13) | Yes (13) style="background:#9EFF9E;vertical-align:middle;text-align:center;" class="table-yes"\|Yes (188) |                            |                                                |
| ۲۰۰۹–۲۰۱۵  | پارک‌ها و تفریحات               | آری       | Yes (3)  | Yes (1)                                                                                                   | آری                        | ساخته‌شده در کنار مایکل شور                     |
| ۲۰۱۲       | شام جمعه شب                    | آری       | نه       | آری | آری                        | فیلم تلویزیونی؛ ساخته شده در کنار رابرت پاپر   |
| ۲۰۱۳       | The Mindy Project              | نه        | Yes (1)  | نه | نه                         |                                                |
| ۲۰۱۳       | Hello Ladies                   | نه        | Yes (1)  | نه | نه                         |                                                |
| ۲۰۱۶–۲۰۱۷  | People of Earth                | نه        | Yes (2)  | نه | آری                        |                                                |
| ۲۰۲۰       | A Parks and Recreation Special | آری       | نه       | نه | آری                        | ساخته‌شده در کنار مایکل شور                     |
| ۲۰۲۰-اکنون | بارگذاری                       | آری       | Yes (2)  | Yes (4)                                                                                                   | آری                        |                                                |
| ۲۰۲۰-اکنون | نیروی فضای                     | آری       | نه       | Yes (3)                                                                                                   | آری                        | ساخته‌شده در کنار استیو کرل                     |